# Алхасов, Туган Карасаевич
Туган Карасаевич Алхасов, или Алхазов (кум. Алхас Тогъан Къарасайны уланы, 1864, аул Али-юрт, Терская область — после 1919) — кумыкский князь, нефтепромышленник, член ЦК Союза объединённых горцев. Министр внутренних дел Терско-дагестанского правительства. Представитель рода князей Алхасовых, происходящих от Казан-Алпа, младшего сына Султан-Мута.

## Биография
Алхасов Туган родился в семье потомственных военных офицеров. Его дед Алхасов Кагерман — из кумыкских князей селения Али-юрт, подполковник царской армии, до 1855 года являлся наибом (начальником) Надтеречного участка. Родные братья Тугана, Мажит и Зубаир, также служили в Российской армии. До февральской революции 1917 года, получив высшее образование, работал инженером на Грозненских нефтяных промыслах. Он и его семья так же владели собственными скважинами, и большими земельными угодьями.
С марта 1917 года член ВР ЦК Союза объединённых горцев. Заместитель председателя Терского областного исполкома. В сентябре 1917 года — зам. председателя 2-го горского съезда. Член ЦК Союза объединённых горцев. C ноября 1917 года член Горского правительства. С 1 декабря 1917 года являлся заместителем комиссара общественного спокойствия Терско-дагестанского правительства, фактически выполнял обязанности министра внутренних дел. В конце 1917 и в начале 1918 годов активный участник наведения законного порядка во Владикавказе, самоотверженно пытался остановить погромы и грабежи и восстановить порядок в городе.

В 1919 году в составе делегации переговорщиков в Екатеринодаре. Вместо главкома Армии Юга России Деникина А. И. делегацию принял генерал-лейтенант В.Ляхов. Оскорблённая таким пренебрежением делегация закончила свой визит словами о том, «…что правительство Союза Горских Народов снимает с себя всякую ответственность за осложнения, могущие возникнуть в будущем».

## Примечание
1. ↑  Алиев К. Кумыки в военной истории России. — Махачкала: Дельта-Пресс, 2010. — С. 34.
2. ↑  Духаев А. И. Генеалогия князей Турловых // Генеалогия народов Кавказа. Традиции и современность. — Владикавказ, 2016. — Вып. VIII. — С. 35—80. — ISBN 978-5-91480-255-1. Архивировано 27 января 2020 года.
3. ↑  Chechen.info. Министры горского правительства
4. ↑  Полян П. Конфликтный этнос в крепчающих объятиях Советской власти // Звезда. — 2007. — № 12.